# Candida ovalis
Candida ovalis är en svampart som beskrevs av Kumam. & M. Yamam. 1987. Candida ovalis ingår i släktet Candida, ordningen Saccharomycetales, klassen Saccharomycetes, divisionen sporsäcksvampar och riket svampar.   Inga underarter finns listade i Catalogue of Life.